# 寶黛大道
寶黛大道，是日本純種競賽馬匹。生涯活躍於中距離賽事，曾在2009年勝出玫瑰錦標。

## 出賽前
2006年3月28日出生於北海道日高町下河邊牧場，所有權歸於牧場所有人下河邊行雄旗下。
其後交由栗東訓練中心練馬師藤原英昭訓練，

## 競賽生涯

### 2歲
2008年12月21日出戰阪神競馬場2歲新馬戰，維持於先頭約莫第四位置下在彎道處順利發力，進入直路後順勢加速衝刺，最終拋離後方包括大震撼半妹Land's Edge及赤兔馬半妹Filon Rouge在內等賽駒，以2馬位優勢取得首勝。

### 3歲
2009年年初選擇出戰3歲500萬獎金以下條件戰，繼續採用新馬戰時的戰術，在初段留守前段好位，在直路稍微推進之下成功進入狀態，最終拋離所有對手取勝。
其後選擇以櫻花賞前哨戰鬱金香賞作為目標，本次比賽位置稍為墮後下處於約莫第七，在彎道處嘗試上前加於直路奮力迫近前方賽駒，但最終仍然未能壓制迷人景致、Sakura Mimosa及Rouge Bamboo，以第三吞下生涯首敗。
由於未有取得優先出賽權，其選擇以櫻花賞當日的公開賽勿忘草錦標作為目標。比賽開始後，其保持於較為後方的位置等待時機，在直路抽出外檔展開加速，但最終後上不及跑獲第二。
3星期後選擇出戰香豌豆錦標以求取得優駿牝馬（日本橡樹大賽）優先出賽權，本次比賽初段進佔先頭位置下在通過第一彎道後稍微墮後，但在對面直路末段開始重新加速上前，最終跑出不俗的末腳速度力壓其他對手取勝。
5月按照計劃出戰優駿牝馬，比賽初段以較為平均的步速保持在中團附近，於通過對面直路末段時嘗試抽出取位。進入直路後，其仍然在中外檔位置展開不俗的衝刺，逐步蠶食前方賽駒下最終僅敗於櫻花賞三甲迷人景致、紅色夢想及Germinal取得第四。
休養過後在秋季以玫瑰錦標作為目標，本次比賽處於中團位置穩步推進，在接近彎道處時未有急於抽出取位。進入直路後，其順利在所在位置展開不俗的加速，逐步上前下在中後段位置成功透出，最終亦能力拒來襲的紅色夢想，取得首個分級賽冠軍之餘，亦以1分44.7秒的時間打破阪神草地1800跑道紀錄。
10月按照計劃出戰秋華賞，本次比賽繼續採取稍為後置的戰術，在出閘後隨即墮後約莫第十四左右的位置等待時機，在最後彎道陷入阻滯下稍微抽出外檔準備望空。進入直路後，其仍然可以在中外檔展現不俗的衝刺實力，但始終未能迫近前方纏鬥的迷人景致及紅色夢想，最終被兩駒拋離1 1/4馬位下以第三衝線。然而經過賽後的審議，賽會認為於第四彎道時迷人景致對寶黛大道的行為構成妨礙，在對手被貶為季軍之下，其獲替補成為本場賽事之亞軍。
11月15日出戰女皇伊利沙伯二世盃首次和年長馬匹對決，比賽初段面對前方由美酒皇后及T M Precure做出的大逃快放下，其仍然選擇後上戰術保持在約莫隊伍最後方的位置。進入直路後，其在中外檔位置以不俗的姿態展開猛烈的追擊，可惜被前方賽駒拉開太多下未能修復失地，最終僅跑獲第六的戰績。

### 4歲
2010年首戰為3月的公開賽六甲錦標，然而久休復出下加上需要背負57公斤的負磅，最終未能跟上步速下以第八落敗。
4月10日選擇以二級賽阪神牝馬錦標作為調整，保持在中團位置下於彎道處開始發力上前，在直路上亦能跑出不俗的走勢，可惜未能在混戰之中透出下敗於I Am Kamino Mago、Provinage及櫻花盛開以第四完賽。
其後出戰正賽維多利亞一哩賽，本次比賽仍然採用居中戰術，但在直路上無法展現出完全的衝刺，最終被對手壓制下以第五的戰績落敗。
進入秋季其選擇出戰二級賽府中牝馬錦標，但本次比賽仍然無法由中團位置順利展開衝刺，最終陷入困局下僅跑獲第六。
其後選擇放棄女皇伊利沙伯二世盃的路線，出戰公開賽仙女座錦標。比賽開始後，其保持在中團內欄的位置逐步推進，於彎道處時未有抽出外檔望空。進入直路後，其繼續在內欄位置取位並於馬群之中穿插，最終稍為尋找到位置衝刺衝刺下跑獲第三。
年末出戰三級賽事愛知盃，繼續處於中團位置追走之下在第三彎道徐徐加速，並進佔望空的位置。進入直路後，其和同樣位置的Seraphic Romp呈現纏鬥的跡象，但一直被對手壓制下始終無法超越，最終以鼻位差距憾負。

### 5歲
2011年年初繼續以雌馬限定賽事作為目標，然而出戰首戰京都牝馬錦標時因為漏閘未能挽回局面下跑獲第七，轉戰混入賽中京紀念亦受到爛地的影響無法展現衝刺而以第八落敗。
其後以維多利亞一哩賽的戰線作為目標，但在前哨戰中山牝馬錦標僅跑獲第十一，於正賽中亦未能發揮表現以第九落敗。
夏季未有放草下選擇出戰人魚錦標，起步不俗下在中團位置等待時機，於直路上一路衝刺重馬群途中穿出並一度取得領先，可惜最終被外檔以凌厲姿態殺上的Fumino Imagine超越以第二落敗。
2個月後選擇出戰皇后錦標，本次比賽以留後戰術展開，一直保持於後方位置下在第三、四彎道左右抽出外檔，在直路隨即展現優秀的加速，但仍然敗於Aventura、宇宙之神及活躍生命取得第四。
秋季繼續以府中牝馬錦標作為目標，但在直路反應平凡下未能衝刺以第九落敗，其後前往挑戰女皇伊利沙伯二世盃亦出現同樣情況，最終跑獲第十。
年末再度出戰愛知盃，保持於中團位置下在彎道處開始發力取位，於直路繼續衝刺下一度展現出不俗的走勢，可惜逐步被透出的Fumino Imagine彈離下以2馬位差距落敗。

### 6歲
2012年2月出戰小倉大賞典，仍然採用後上戰術下在直路上展現優秀的衝刺力，但受到擠塞下始終未能突圍而出，最終以第五落敗。
3月11日出戰中山牝馬錦標，然而本次比賽始終保持在中後方位置，在直路上無法順利展現衝勢下以第七落敗。
完成以上賽事後，陣營決定安排其退役，並在3月14日取消日本中央競馬會的賽駒註冊。

### 詳細賽績
| 日期       | 舉辦國家 | 馬場 | 距離   | 級別   | 賽事名稱           | 負重 | 騎師       | 馬號 | 出馬 | 名次 | 時間   | 頭馬（二馬）        |
| ---------- | -------- | ---- | ------ | ------ | ------------------ | ---- | ---------- | ---- | ---- | ---- | ------ | ------------------- |
| 12/12/2008 | 日本     | 阪神 | 草1600 |        | 2歲新馬            | 54   | 後藤浩輝   | 14   | 18   | 1    | 1:38.8 | （Frozen Daiquiri） |
| 17/1/2009  | 日本     | 京都 | 草1600 |        | 3歲500萬獎金以下   | 54   | 藤田伸二   | 1    | 15   | 1    | 1:35.3 | （Familism）        |
| 8/3/2009   | 日本     | 阪神 | 草1600 | JpnIII | 鬱金香賞           | 54   | 藤田伸二   | 3    | 13   | 4    | 1:37.0 | 迷人景致            |
| 12/4/2009  | 日本     | 阪神 | 草2000 | OP     | 勿忘草賞           | 54   | 藤田伸二   | 13   | 16   | 2    | 2:01.9 | Delicate Piece      |
| 3/5/2009   | 日本     | 東京 | 草1800 | OP     | 香豌豆錦標         | 54   | 藤田伸二   | 13   | 18   | 1    | 1:48.2 | （Sakura Rosemary） |
| 24/5/2009  | 日本     | 東京 | 草2400 | JpnI   | 優駿牝馬           | 55   | 藤田伸二   | 13   | 17   | 4    | 2:26.9 | 迷人景致            |
| 20/9/2009  | 日本     | 阪神 | 草1800 | JpnII  | 玫瑰錦標           | 54   | 藤田伸二   | 4    | 18   | 1    | 1:44.7 | （紅色夢想）        |
| 18/10/2009 | 日本     | 京都 | 草2000 | GI     | 秋華賞             | 55   | 藤田伸二   | 12   | 18   | 2    | 1:58.4 | 紅色夢想            |
| 15/11/2009 | 日本     | 京都 | 草2200 | GI     | 女皇伊利沙伯二世盃 | 54   | 藤田伸二   | 12   | 18   | 6    | 2:14.8 | 美酒皇后            |
| 21/3/2010  | 日本     | 阪神 | 草1600 | OP     | 六甲錦標           | 57   | 藤田伸二   | 13   | 16   | 8    | 1:35.2 | 笑臉傑克            |
| 10/4/2010  | 日本     | 阪神 | 草1400 | GII    | 阪神牝馬錦標       | 56   | 藤田伸二   | 15   | 18   | 4    | 1:20.6 | I Am Kamino Mago    |
| 16/5/2010  | 日本     | 東京 | 草1600 | GI     | 維多利亞一哩賽     | 55   | 藤田伸二   | 9    | 18   | 5    | 1:32.5 | 迷人景致            |
| 17/10/2010 | 日本     | 東京 | 草1800 | GIII   | 府中牝馬錦標       | 55   | 鮫島良太   | 3    | 17   | 6    | 1:46.8 | T M Aurora          |
| 13/11/2010 | 日本     | 京都 | 草2000 | OP     | 仙女座錦標         | 55   | 藤田伸二   | 2    | 13   | 3    | 1:59.9 | Admire Major        |
| 19/12/2010 | 日本     | 小倉 | 草2000 | GIII   | 愛知盃             | 56   | 藤田伸二   | 5    | 18   | 2    | 1:59.5 | Seraphic Romp       |
| 30/1/2011  | 日本     | 京都 | 草1600 | GIII   | 京都牝馬錦標       | 55   | 藤田伸二   | 13   | 16   | 7    | 1:34.3 | 昇龍明月            |
| 20/3/2011  | 日本     | 小倉 | 草2000 | GIII   | 中京紀念           | 55   | 鮫島良太   | 8    | 16   | 8    | 2:01.5 | Narita Crystal      |
| 2/4/2011   | 日本     | 阪神 | 草1800 | GIII   | 中山牝馬錦標       | 56   | 藤田伸二   | 11   | 18   | 11   | 1:46.7 | 玫瑰夜              |
| 15/5/2011  | 日本     | 東京 | 草1600 | GI     | 維多利亞一哩賽     | 55   | 武士澤友治 | 7    | 17   | 9    | 1:32.5 | 夏威夷鳥            |
| 19/6/2011  | 日本     | 阪神 | 草2000 | GIII   | 人魚錦標           | 56   | 岩田康誠   | 4    | 13   | 2    | 2:00.6 | Fumino Imagine      |
| 14/8/2011  | 日本     | 札幌 | 草1800 | GIII   | 皇后錦標           | 55   | 藤田伸二   | 6    | 14   | 4    | 1:46.8 | Aventura            |
| 16/10/2011 | 日本     | 東京 | 草1800 | GII    | 府中牝馬錦標       | 55   | 藤田伸二   | 9    | 16   | 9    | 1:47.4 | Italian Red         |
| 13/11/2011 | 日本     | 京都 | 草2200 | GI     | 女皇伊利沙伯二世盃 | 56   | 藤田伸二   | 11   | 18   | 10   | 2:12.9 | 飛雪仙蹤            |
| 18/12/2011 | 日本     | 小倉 | 草2000 | GIII   | 愛知盃             | 55.5 | 鮫島良太   | 4    | 16   | 2    | 1:59.5 | Fumino Imagine      |
| 4/2/2012   | 日本     | 小倉 | 草1800 | GIII   | 小倉大賞典         | 55   | 鮫島良太   | 1    | 16   | 5    | 1:46.4 | A Shin G Line       |
| 11/3/2012  | 日本     | 中山 | 草1800 | GIII   | 中山牝馬錦標       | 55   | 鮫島良太   | 10   | 16   | 7    | 1:51.2 | 玫瑰夜              |

## 退役後
退役後，寶黛大道成為了繁殖雌馬，於北海道日高町下河邊牧場休養，在2012年進行配種。首批子嗣Wanderlust在2013年出生，可於2014年出賽。
2024年4月8日於牧場內死亡，享年18歲。

### 詳細繁殖資料
| 數目     | 馬名             | 出生年 | 性別 | 父系     | 練馬師                                                           | 馬主                               | 戰績                        |
| -------- | ---------------- | ------ | ---- | -------- | ---------------------------------------------------------------- | ---------------------------------- | --------------------------- |
| 第一匹   | Wanderlust       | 2013   | 雌   | 夏威夷王 | 栗東・藤原英昭 →園田・碇清次郎 →美浦・藤原辰雄                   | 下河邊行雄 →下河邊牧場 →下河邉行雄 | 26戰3冠5亞2季（退役・繁殖） |
| 第二匹   | Best Bet         | 2014   | 雌   | 皇中王   | 美浦・手塚貴久                                                   | 下河邊行雄                         | 8戰0冠0亞0季（退役・繁殖）  |
|          | （流產）         |        |      | 夏威夷王 |                                                                  |                                    |                             |
| 第三匹   | 里見巫師         | 2016   | 雄   | 龍王     | 栗東・松田國英 →美浦・ 宮田敬介                                  | Satomi Horse Company               | 17戰5冠5亞1季（退役）       |
| 第四匹   | Regent Flamme    | 2017   | 雄   | 龍王     | 栗東・矢作芳人 →門別・安田武廣 →名古屋・角田輝也 →栗東・矢作芳人 | 三浦大輔                           | 24戰5冠4亞1季（退役）       |
|          | （受胎失敗）     |        |      | 夏威夷王 |                                                                  |                                    |                             |
| 第五匹   | 寶黛大道2019     | 2019   | 雄   | 龍王     |                                                                  |                                    | （未出賽）                  |
| 第六匹   | Seventh Street   | 2020   | 雄   | 醋丈夫   | 栗東・吉岡辰彌 →園田・碇清次郎 →栗東・高橋康之                   | 下河邊隆行                         | 23戰3冠4亞3季（退役）       |
|          | （未配種）       |        |      |          |                                                                  |                                    |                             |
| 第七匹   | Allegro Con Brio | 2022   | 雄   | 龍王     |                                                                  |                                    | （出賽前）                  |
| 第八匹   | Broad Barows     | 2023   | 雄   | 神威啟示 | 栗東・杉山晴紀                                                   | 豬熊廣次                           | （出賽前）                  |
|          | （受胎失敗）     |        |      | 詩情綻放 |                                                                  |                                    |                             |
| 農神節慶 | （受胎失敗）     |        |      |          |                                                                  |                                    |                             |
|          | （未配種）       |        |      |          |                                                                  |                                    |                             |

## 血統簡介
父系愛麗速子爲日本賽駒，生涯四戰四勝，以無敗姿態勝出2001年皋月賞，但因傷病提早退役配種，因而被人稱謂「幻之三冠馬」。祖父週日寧靜是美國三冠賽雙軍馬，退役後在日本配種，在日本馬壇相當成功，贏得多項分級賽事，其子嗣贏得巨額獎金。
母系Phila Street為美國賽駒，生涯四戰僅得一勝。外祖父高善爲美國賽駒，生涯戰績優秀，曾勝出一級賽育馬者盃一哩大賽。

### 血統表
| 父線：週日寧靜系（Halo系）           |                         |                 |                 |
| 種馬 愛麗速子 1998年（栗色）         | 週日寧靜 1986年（棕色） | Halo            | Hail to Reason  |
| 種馬 愛麗速子 1998年（栗色）         | 週日寧靜 1986年（棕色） | Halo            | Cosmah          |
| 種馬 愛麗速子 1998年（栗色）         | 週日寧靜 1986年（棕色） | Wishing Well    | Understanding   |
| 種馬 愛麗速子 1998年（栗色）         | 週日寧靜 1986年（棕色） | Wishing Well    | Mountain Flower |
| 種馬 愛麗速子 1998年（栗色）         | 愛麗花 1987年（棗色）   | Royal Ski       | Raja Baba       |
| 種馬 愛麗速子 1998年（栗色）         | 愛麗花 1987年（棗色）   | Royal Ski       | Coz Onijinsky   |
| 種馬 愛麗速子 1998年（栗色）         | 愛麗花 1987年（棗色）   | Agens Lady      | Remand          |
| 種馬 愛麗速子 1998年（栗色）         | 愛麗花 1987年（棗色）   | Agens Lady      | Ikoma Eikan     |
| 繁殖雌馬 Phila Street 1994年（棗色） | 高善 1980年（灰色）     | Caro            | Fortino         |
| 繁殖雌馬 Phila Street 1994年（棗色） | 高善 1980年（灰色）     | Caro            | Chambord        |
| 繁殖雌馬 Phila Street 1994年（棗色） | 高善 1980年（灰色）     | Ride the Trails | Prince John     |
| 繁殖雌馬 Phila Street 1994年（棗色） | 高善 1980年（灰色）     | Ride the Trails | Wildwook        |
| 繁殖雌馬 Phila Street 1994年（棗色） | Phydilla 1978年（棗色） | 利法爾          | 北地舞人        |
| 繁殖雌馬 Phila Street 1994年（棗色） | Phydilla 1978年（棗色） | 利法爾          | Goofed          |
| 繁殖雌馬 Phila Street 1994年（棗色） | Phydilla 1978年（棗色） | Godzilla        | Gyr             |
| 繁殖雌馬 Phila Street 1994年（棗色） | Phydilla 1978年（棗色） | Godzilla        | Gently          |
| 雌系：號族：6-b                      |                         |                 |                 |
| 五代內近親交配：Grey Sovereign 5×5   |                         |                 |                 |

## 命名由來
名字Broad Street（ブロードストリート）為美國賓夕法尼亞州費城一條主要街道的名字，聯想自母系Phila Street之名字，澳門採用音譯，翻譯為「寶黛大道」。

## 外部連結
- 寶黛大道 netkeiba.com （页面存档备份，存于）
- 血統表